# Conta da Microsoft
Conta da Microsoft (anteriormente Windows Live ID, .NET Passport e Microsoft Passport Network) é um serviço unificado de autenticação de usuários criado e mantido pela Microsoft que permite aos usuários se "logarem" a vários websites usando uma única conta. Foi originalmente criado para uso em compras eletrônicas.

## Sites participantes
Grande parte dos sites que utilizam o sistema de contas da Microsoft são os serviços da própria Microsoft como o Hotmail, MSNBC, MSN, Xbox Live e .NET Messenger Service (protocolo do MSN Messenger e Windows Live Messenger), além desses, sites afiliados como Expedia e Hoyts também o utilizam.
Usuários do Hotmail e MSN possuem automaticamente uma conta da Microsoft correspondente à sua conta nos serviços. Acredita-se que os dados recentes de uso do sistema são monitorados com vistas à sua utilização com o serviço de anúncios Microsoft adCenter, concorrente do serviço AdSense oferecido pelo Google.
Aos usuários do Windows XP, Windows Vista e Windows 7 é possível associar a conta da Microsoft com a sua conta de usuário do sistema operacional, autenticando o usuário ao serviço na internet automaticamente ao se "logar" na máquina.
Não importa o dispositivo, seja ele Windows, iOS, ou Android, ou mesmo se alternar entre as três plataformas, a conta da Microsoft mantém todas as informações de que você precisa no dispositivo que estiver usando. Com a conta você pode abrir e editar arquivos do Word, Excel e PowerPoint com qualquer pessoa, em tempo real e gratuitamente. Também podendo criar, armazenar e compartilhar documentos, planilhas, apresentações e blocos de anotações online.